# Marcin Letki
Marcin Letki (10 de noviembre de 1976) es un deportista polaco que compitió en lucha grecorromana. Ganó una medalla de plata en el Campeonato Europeo de Lucha de 2001, en la categoría de 85 kg.

## Palmarés internacional
| Campeonato Europeo | Campeonato Europeo | Campeonato Europeo | Campeonato Europeo |
| Año                | Lugar              | Medalla            | Categoría          |
| ------------------ | ------------------ | ------------------ | ------------------ |
| 2001               | Estambul (Turquía) | Medalla de plata   | 85 kg              |